# جوني غريفز (ملاكم)
جوني غريفز (بالإنجليزية: Johnny Greaves)‏ مواليد 4 مارس 1979 في لندن، إنجلترا، هو ملاكم محترف إنجليزي يصنف ضمن فئة وزن خفيف الوسط بدأ مسيرته الاحترافية سنة 2007.

## إحصائيات
خاض خلال مسيرته 100 نزالا، فاز في 4 ولم يتعادل وخسر في 96. فاز بالضربة القاضية في نزال واحد.

## روابط خارجية
- جوني غريفز على موقع بوكس ريك (الإنجليزية) (registration required)